# Андреа Мантовані
Андреа Мантовані (італ. Andrea Mantovani, нар. 22 червня 1984, Турин) — італійський футболіст, захисник клубу «Віченца».

## Клубна кар'єра
Народився 22 червня 1984 року в місті Турин. Вихованець футбольної школи клубу «Торіно». За першу команду дебютував у Серії А 19 січня 2003 року в грі проти «Комо», замінивши Джанлуку Комотто. Всього до кінця сезону зіграв у 8 матчах чемпіонату, а команда зайняла останнє місце і вилетіла до другого дивізіону. Після цього наступний сезон гравець провів в оренді в іншій команді другого дивізіону «Трієстина», де був основним гравцем. Після повернення до туринського клубу Мантовані зіграв за нього ще один сезон.
Своєю грою за останню команду привернув увагу представників тренерського штабу «К'єво», до складу якого приєднався 2005 року разом із одноклубником Джованні Маркезе. Відіграв за другий за титулованістю клуб з Верони наступні шість сезонів своєї ігрової кар'єри. Більшість часу, проведеного у складі «К'єво», був основним гравцем захисту команди, зігравши 169 ігор в усіх турнірах, в тому числі дебютувавши і в єврокубках, зігравши з командою у сезоні 2006/07 як у Лізі чемпіонів, так і в Кубку УЄФА.
6 липня 2011 року Мантовані за 3,5 мільйона євро перейшов у «Палермо», з яким він підписав чотирирічний контракт і таким чином вирушив за своїм тренером у «К'єво» Стефано Піолі, який напередодні теж перейшов на роботу в цей клуб. Втім у новій команді Мантовані закріпитись так і не вдалось, а після звільнення Піолі взагалі втратив місце в основі і змушений був відправитись в оренду в «Болонью», а потім і загалом покинув клуб на правах вільного агента, розірвавши контракт за обопільною згодою 11 вересня 2014 року.
Згодом захищав кольори нижчолігових клубів «Перуджа», «Віченца» та «Новара».

## Виступи за збірні
2000 року дебютував у складі юнацької збірної Італії. З командою до 16 років став чвертьфіналістом юнацького чемпіонату 2001 року в Англії, а з командою до 19 років став переможцем юнацького чемпіонату 2003 року в Ліхтенштейні. Всього взяв участь у 45 іграх на юнацькому рівні, відзначившись одним забитим голом.
Протягом 2003—2007 років залучався до складу молодіжної збірної Італії, з якою був учасником молодіжних чемпіонатів Європи у 2006 та 2007 роках, але в обох турнірах італійці не вийшли з групи. Загалом на молодіжному рівні зіграв у 19 офіційних матчах.

## Статистика виступів

### Статистика клубних виступів
| Сезон               | Команда             | Чемпіонат           | Чемпіонат | Чемпіонат | Національний кубок | Національний кубок | Національний кубок | Континентальні кубки | Континентальні кубки | Континентальні кубки | Інші змагання | Інші змагання | Інші змагання | Усього | Усього |
| Сезон               | Команда             | Ліга                | Ігор      | Голів     | Ліга               | Ігор               | Голів              | Ліга                 | Ігор                 | Голів                | Ліга          | Ігор          | Голів         | Ігор   | Голів  |
| ------------------- | ------------------- | ------------------- | --------- | --------- | ------------------ | ------------------ | ------------------ | -------------------- | -------------------- | -------------------- | ------------- | ------------- | ------------- | ------ | ------ |
| 2001–02             | «Торіно»            | A                   | 0         | 0         | КІ                 | 0                  | 0                  | -                    | -                    | -                    | -             | -             | -             | 0      | 0      |
| 2002–03             | «Торіно»            | A                   | 8         | 0         | КІ                 | 0                  | 0                  | -                    | -                    | -                    | -             | -             | -             | 8      | 0      |
| 2003–04             | «Трієстина»         | B                   | 39        | 2         | -                  | -                  | -                  | -                    | -                    | -                    | -             | -             | -             | 39     | 2      |
| 2004–05             | «Торіно»            | B                   | 28+4      | 1         | КІ                 | 6                  | 1                  | -                    | -                    | -                    | -             | -             | -             | 38     | 2      |
| Усього за «Торіно»  | Усього за «Торіно»  | Усього за «Торіно»  | 36+4      | 1         |                    | 6                  | 1                  |                      | -                    | -                    |               | -             | -             | 46     | 2      |
| 2005–06             | «К'єво»             | A                   | 4         | 0         | КІ                 | 1                  | 0                  | -                    | -                    | -                    | -             | -             | -             | 5      | 0      |
| 2006–07             | «К'єво»             | A                   | 18        | 0         | КІ                 | 4                  | 0                  | ЛЧ+КУЄФА             | 2+1                  | 0                    | -             | -             | -             | 25     | 0      |
| 2007–08             | «К'єво»             | B                   | 37        | 4         | КІ                 | 1                  | 0                  | -                    | -                    | -                    | -             | -             | -             | 38     | 4      |
| 2008–09             | «К'єво»             | A                   | 31        | 2         | КІ                 | 1                  | 0                  | -                    | -                    | -                    | -             | -             | -             | 32     | 2      |
| 2009–10             | «К'єво»             | A                   | 36        | 3         | КІ                 | 2                  | 0                  | -                    | -                    | -                    | -             | -             | -             | 38     | 3      |
| 2010–11             | «К'єво»             | A                   | 31        | 0         | КІ                 | 0                  | 0                  | -                    | -                    | -                    | -             | -             | -             | 31     | 0      |
| Усього за «К'єво»   | Усього за «К'єво»   | Усього за «К'єво»   | 157       | 9         |                    | 9                  | 0                  |                      | 3                    | 0                    |               | -             | -             | 169    | 9      |
| 2011–12             | «Палермо»           | A                   | 24        | 2         | КІ                 | 1                  | 0                  | ЛЄ                   | 2                    | 0                    | -             | -             | -             | 27     | 2      |
| 2012–13             | «Палермо»           | A                   | 6         | 0         | КІ                 | 0                  | 0                  | -                    | -                    | -                    | -             | -             | -             | 6      | 0      |
| Усього за «Палермо» | Усього за «Палермо» | Усього за «Палермо» | 30        | 2         |                    | 1                  | 0                  |                      | 2                    | 0                    |               | -             | -             | 33     | 2      |
| 2013–14             | «Болонья»           | A                   | 21        | 0         | КІ                 | 1                  | 0                  | -                    | -                    | -                    | -             | -             | -             | 22     | 0      |
| 2014–15             | «Перуджа»           | B                   | 9+1       | 0         | КІ                 | -                  | -                  | -                    | -                    | -                    | -             | -             | -             | 10     | 0      |
| 2015–16             | «Віченца»           | B                   | 17        | 0         | КІ                 | 2                  | 0                  | -                    | -                    | -                    | -             | -             | -             | 19     | 0      |
| 2015–16             | «Новара»            | B                   | 14+3      | 0         | КІ                 | -                  | -                  | -                    | -                    | -                    | -             | -             | -             | 17     | 0      |
| 2016–17             | «Новара»            | B                   | 24        | 0         | КІ                 | 0                  | 0                  | -                    | -                    | -                    | -             | -             | -             | 24     | 0      |
| 2017–18             | «Новара»            | B                   | 22        | 0         | КІ                 | 1                  | 0                  | -                    | -                    | -                    | -             | -             | -             | 23     | 0      |
| Усього за «Новару»  | Усього за «Новару»  | Усього за «Новару»  | 60+3      | 0         |                    | 1                  | 0                  |                      | -                    | -                    |               | -             | -             | 64     | 0      |
| 2018–19             | «Віченца»           | C                   | 6         | 0         | КI-C               | 0                  | 0                  | -                    | -                    | -                    | -             | -             | -             | 6      | 0      |
| Усього за «Віченцу» | Усього за «Віченцу» | Усього за «Віченцу» | 23        | 0         |                    | 2                  | 0                  |                      | -                    | -                    |               | -             | -             | 25     | 0      |
| Усього за кар'єру   | Усього за кар'єру   | Усього за кар'єру   | 386+8     | 14        |                    | 20                 | 1                  |                      | 5                    | 0                    |               | -             | -             | 419    | 15     |

## Титули і досягнення
- Чемпіон Європи (U-19): 2003